# Ben Strong
Ben Strong (Chapel Hill, 10 settembre 1986) è un ex cestista e allenatore di pallacanestro statunitense, professionista nella NBDL e in Europa.